# Tre män red förbi
Tre män red förbi är ett seriealbum om pälsjägaren Buddy Longway. Utgiven i original 1976 och på svenska 1978. Svensk text av Sture Hegerfors.

## Handling
Historien börjar med att Buddys och Chinooks första barn föds, Jeremias. Och sedan går sju år och Jeremias får en vargvalp när Buddy tvingats skjuta varghonan i nödvärn. De två blir oskiljaktiga.
Tre gulgrävare dyker upp: Dallas, Curly och Thomas. Curly ger Jeremias kandisocker, något som han aldrig sett förut. Guldgrävarna fortsätter längre upp i bergen.
Vargungen blir stor och när han hör en honas lockrop ger han sig av. Jeremias är otröstlig. För att distrahera honom reser hela familjen till Chinooks stam. Där blir Jeremias vän med den jämnåriga pojken Grå Molnet som han räddar livet på under buffeljakten.
När de återvänder till sin stuga upptäcker de att de tre guldgrävarna tagit den i besittning och tvingar Buddy att vaska guld åt dem. Men vintern närmar sig och det utbryter bråk mellan de tre guldgrävarna när Buddy påpekar att guld inte skyddar dem mot vädret. Thomas försöker smita med allt guld och Dallas skjuter honom.
Curly och Dallas tar lilla Jeremias som gisslan när de ger sig av. Buddy följer efter på avstånd. En kväll när de slagit läger kommer Jeremias varg - Lilla Vargen - till undsättning och biter ihjäl Dallas. Buddy säger åt Curly att försvinna med guldet och aldrig komma tillbaka.

## Återkommande karaktärer
- Grå Molnet, siouxindian
- Snabba Hjorten, Chinooks bror
- Stora Björnen, Chinooks far
- Lilla Vargen
- Curly